# Европско првенство у атлетици у дворани 1975 — скок удаљ за мушкарце
Такмичење у скоку удаљ у мушкој конкуренцији на 6. Европском првенству у атлетици у дворани 1975. одржано је 9. марта у Спортско-забавној дворани Сподек у Катовицама, (Пољска).
Титулу европског првака освојену на Европском првенству у дворани 1974. у Гетеборгу није бранио Жен Франсоа Бонем из Француске.

## Земље учеснице
Учествовало је 10 атлетичара из 8 земаља.
1. Чехословачка (1)
2. Француска (2)
3. Грчка
4. Пољска (1)
5. Румунија (1)
6. СССР (1)
7. Шведска (1)
8. Западна Немачка (2)

## Рекорди
| Рекорди пре почетка Европског првенства у дворани 1975.     | Рекорди пре почетка Европског првенства у дворани 1975. | Рекорди пре почетка Европског првенства у дворани 1975. | Рекорди пре почетка Европског првенства у дворани 1975. | Рекорди пре почетка Европског првенства у дворани 1975. | Рекорди пре почетка Европског првенства у дворани 1975. |
| ----------------------------------------------------------- | ------------------------------------------------------- | ------------------------------------------------------- | ------------------------------------------------------- | ------------------------------------------------------- | ------------------------------------------------------- |
| Светски рекорд                                              | Боб Бимон                                               | Сједињене Америчке Државе                               | 8,30                                                    | Детроит, САД                                            | 13. март 1968.                                          |
| Европски рекорд у дворани                                   | Игор Тер-Ованесјан                                      | Совјетски Савез                                         | 8,23                                                    | Дортмунд Западна Немачка                                | 27. март 1966.                                          |
| Рекорди европских првенстава у дворани                      | Жан Франсоа Бонем                                       | Француска                                               | 8,17                                                    | Гетеборг, Шведска                                       | 10. март 1974.                                          |
| Рекорди после завршеног Европског првенства у дворани 1975. |                                                         |                                                         |                                                         |                                                         |                                                         |
| Нових рекорда није било.                                    |                                                         |                                                         |                                                         |                                                         |                                                         |

## Освајачи медаља
|                    |                                    |                     |
| Жак Русо Француска | Ханс Јергер Бергер Западна Немачка | Збигњев Бета Пољска |

## Резултати

### Финале
| Пласман | Атлетичар           | Земља           | #1   | #2   | #3   | #4   | #5   | #6   | Резултат | Белешка |
| ------- | ------------------- | --------------- | ---- | ---- | ---- | ---- | ---- | ---- | -------- | ------- |
|         | Жак Русо            | Француска       | x    | 7,47 | 7,75 | 7,94 | 7,94 | 7,28 | 7,94     |         |
|         | Ханс Јергер Бергер< | Западна Немачка | 7,65 | х}   | 7,81 | 7,87 | х    | х    | 7,87     |         |
|         | Збигњев Бета        | Пољска          | 7,55 | 7,66 | 7,82 | х    | х    | 6,20 | 7,82     |         |
| 4.      | Филип Дерош         | Француска       | 7,65 | 7,76 | x    | 7,69 | 7,46 | 7,77 | 7,77     |         |
| 5.      | Карол Корбу         | Румунија        | 7,24 | 7,42 | 7,64 | 7,44 | 7,26 | х    | 7,64     |         |
| 6.      | Јоахим Бусе         | Западна Немачка | х    | 7,12 | 7,39 | x    | 7,49 | х    | 7,49     |         |
| 7.      | Улф Јарфелт         | Шведска         |      |      |      |      |      |      | 7.42     |         |
| 8.      | Јарослав Пришак     | Чехословачка    |      |      |      |      |      |      | 7,33     |         |
| 9.      | Паолис Хађистатис   | Грчка           |      |      |      |      |      |      | 5,48     |         |
| 10.     | Алексеј Переверсев  | Совјетски Савез | х    | х    | х    |      |      |      | БП       |         |

## Укупни биланс медаља у скоку удаљ за мушкарце после 6. Европског првенства у дворани 1970—1975.
|    | Земља           |   |   |   |    |
| -- | --------------- | - | - | - | -- |
| 1. | Западна Немачка | 2 | 3 | 0 | 5  |
| 2. | Источна Немачка | 1 | 2 | 1 | 4  |
| 3. | Совјетски Савез | 1 | 1 | 0 | 2  |
| 4. | Француска       | 2 | 0 | 0 | 2  |
| 5. | Пољска          | 0 | 0 | 2 | 2  |
| 6. | Чехословачка    | 0 | 0 | 1 | 1  |
| 6. | Румунија        | 0 | 0 | 1 | 1  |
| 6. | Шпанија         | 0 | 0 | 1 | 1  |
|    | Укупно {8}      | 6 | 6 | 6 | 18 |

|    | Атлетичар         | Земља           |   |   |   |   |
| -- | ----------------- | --------------- | - | - | - | - |
| 1. | Ханс Браумгартнер | Западна Немачка | 2 | 2 | 0 | 4 |
| 2. | Макс Клаус        | Источна Немачка | 1 | 1 | 1 | 3 |